# 与那嶺圭太
与那嶺 圭太（よなみね けいた、1983年6月26日 - ）は、日本の俳優である。沖縄県出身。サイトウルーム所属。
2000年から2002年まで、ストリートパフォーマンスユニット・日本男児のメンバーKEITAとしてライブやテレビ番組出演などで活動。ユニットが出演したミュージカル『白いライオン』で主演を務めている。
2009年7月にサイトウルーム所属となったことを発表。以降2010年の『美しいこと』主演など、舞台を中心に活動する。2010年8月から2012年末までの間、俳優集団NAKED BOYZの一員であった。
特技はジャズダンス、バック転、水泳、韓国語など。韓国語は短期留学の経験がある。

## 出演

### 舞台
- 白いライオン（2002年2月、東京芸術劇場）主演・モジャ 役[7]
- 流れる雲よ2009（2009年9月、全労済ホールスペース・ゼロ/新国立劇場）西川なるき 役
- エグジスタンス 〜episode 0〜（2009年12月、六行会ホール）亮 役
- マーダーファクトリー（2010年4月、シアター1010）村上刑事 役
- もうひとつのハムレット 〜イキツクサキノ花〜（2010年5月、MAKOTOシアター銀座）レアティーズ 役
- 美しいこと（2010年6月、SPACE107）主演・松岡洋介 役
- OH MY ゴースト!!（2010年8月、ザ・ポケット）
- セツナゲ 〜愛のかけら〜（2010年10月、MAKOTOシアター銀座）
- ハマリマン（2010年11月、新宿FACE）
- サダオのサダメ（2010年12月、MAKOTOシアター銀座）コウジ 役
- 朗読劇 モスリラ（2011年1月、ライブスペースSONANTA）
- うそつきと呼ばないで（2011年3月、元麻布ギャラリー）小川裕司 役
- 朗読劇 ロミオ×ロミオ（2011年4月、シネマート六本木）
- 美しいこと2011（2011年6月、SPACE107）主演・松岡洋介 役
- アメリカン家族（2011年8月 - 9月、せんがわ劇場）リュウ・アービン 役
- Missing Link（2011年9月、シアターサンモール）千歳真太 役
- どんでん（2012年1月、シアターサンモール）香車 役
- Sometime、Somewhere（2012年5月、ウッディシアター中目黒）主演・蒼井樹 役
- Dream（2012年7月、エコー劇場）稲本和樹 役
- さらば、愛しの映画ホテル（2012年10月 - 11月、銀座みゆき館劇場）山里和司 役
- オートロックロックナット（2012年12月21日、23日、エコー劇場）漱石 役
- ランナーズ・ハイ 〜caro mio ben!〜（2013年1月、Box in Box THEATER）主演・太郎 役
- 夏影 さよならをするために2013（2013年1月 - 2月、下北沢シアター711）田所雄一 役
- 朗読劇 スターダストホテル（2013年3月、座・高円寺）緑川竜二 役
- さよなら、カケラルーム（2013年5月、キンケロ・シアター）主演・架 役
- 飛ぶ金魚（2013年6月、銀座みゆき館劇場）水野男郎 役
- げんせんじゃ〜!（2013年7月、劇場MOMO）川治純平 役
- キミサリ 〜きみ去りしのち2013〜（2013年9月、赤坂レッドシアター）古田淳一 役
- グッバイ・ジョーカー（2014年4月、あうるすぽっと）西村研二 役
- FATHER CHRISTMAS, DON’T CRY（2014年7月、下北沢「劇」小劇場）

### テレビドラマ
- モーニング娘。の愛物語（2000年3月、テレビ東京）[8]
- 古代少女ドグちゃん 第7話（2009年11月18日、MBS）[9]
- 臨死!!江古田ちゃん 第2話（2011年1月18日、日本テレビ）
- 非公認戦隊アキバレンジャー 第3話（2012年5月、BS朝日）加藤 役
- 王様に捧ぐ薬指 第3話（2023年5月2日、TBS） - 松井隆 役

### その他テレビ番組
- LaLa女性外来（2008年 - 2011年、LaLa TV） - 一般公募から選ばれた「LaLa Natural Boys」の一員[2]

### CM
- ファミリーマート ファミマTカード「全然大丈夫じゃない篇」（2014年）

### ミュージックビデオ
- ワカバ「ヤンバルクイナが飛んだ」（2010年、喝采）

### CD
- 大黒摩季『POSITIVE SPIRAL』（2008年） - コーラスで参加